# 9.ª etapa do Giro d'Italia de 2021
A 9.ª etapa do Giro d'Italia de 2021 teve lugar a 16 de maio de 2021 entre Castel di Sangro e Campo Felice sobre um percurso de 158 km e foi vencida pelo colombiano Egan Bernal da equipa Ineos Grenadiers, convertendo a sua vez no novo líder da prova.

## Classificação da etapa
| Castel di Sangro - Campo Felice | alta montanha | (158 km) |

| \| Classificação por etapas \| Classificação por etapas \| Classificação por etapas \| Classificação por etapas \| Classificação por etapas \| \| Ciclista \| Ciclista \| Equipe \| Tempo \| \| \| ------------------------ \| ------------------------ \| ------------------------ \| ------------------------ \| ------------------------ \| \| 1. \| Egan Bernal \| Ineos Grenadiers \| 4h08m23s \| \| \| 2. \| Giulio Ciccone \| Trek-Segafredo \| + 7s \| \| \| 3. \| Aleksandr Vlasov \| Astana-Premier Tech \| + 7s \| \| \| 4. \| Remco Evenepoel \| Deceuninck-Quick Step \| + 10s \| \| \| 5. \| Daniel Martin \| Israel Start-Up Nation \| + 10s \| \| \| 6. \| Damiano Caruso \| Bahrain Victorious \| + 12s \| \| \| 7. \| Romain Bardet \| Team DSM \| + 12s \| \| \| 8. \| Marc Soler \| Movistar Team \| + 12s \| \| \| 9. \| Daniel Felipe Martínez \| Ineos Grenadiers \| + 12s \| \| \| 10. \| João Almeida \| Deceuninck-Quick Step \| + 12s \| \| |                        |                        |          |
| |                        |                        |          |
| Fonte: ProCyclingStats |                        |                        |          |
| Classificação por etapas |                        |                        |          |
| Ciclista | Ciclista               | Equipe                 | Tempo    |
| 1. | Egan Bernal            | Ineos Grenadiers       | 4h08m23s |
| 2. | Giulio Ciccone         | Trek-Segafredo         | + 7s     |
| 3. | Aleksandr Vlasov       | Astana-Premier Tech    | + 7s     |
| 4. | Remco Evenepoel        | Deceuninck-Quick Step  | + 10s    |
| 5. | Daniel Martin          | Israel Start-Up Nation | + 10s    |
| 6. | Damiano Caruso         | Bahrain Victorious     | + 12s    |
| 7. | Romain Bardet          | Team DSM               | + 12s    |
| 8. | Marc Soler             | Movistar Team          | + 12s    |
| 9. | Daniel Felipe Martínez | Ineos Grenadiers       | + 12s    |
| 10. | João Almeida           | Deceuninck-Quick Step  | + 12s    |

## Classificações ao final da etapa
- As classificações finalizaram da seguinte forma:[2]

### Classificação geral(Maglia Rosa)
| \| Classificação geral \| Classificação geral \| Classificação geral \| Classificação geral \| Classificação geral \| \| Ciclista \| Ciclista \| Equipe \| Tempo \| \| \| ------------------- \| ------------------- \| ---------------------- \| ------------------- \| ------------------- \| \| 1. \| Egan Bernal \| Ineos Grenadiers \| 35h19m22s \| \| \| 2. \| Remco Evenepoel \| Deceuninck-Quick Step \| + 15s \| \| \| 3. \| Aleksandr Vlasov \| Astana-Premier Tech \| + 21s \| \| \| 4. \| Giulio Ciccone \| Trek-Segafredo \| + 36s \| \| \| 5. \| Attila Valter \| Groupama-FDJ \| + 43s \| \| \| 6. \| Hugh Carthy \| EF Education-Nippo \| + 44s \| \| \| 7. \| Damiano Caruso \| Bahrain Victorious \| + 45s \| \| \| 8. \| Daniel Martin \| Israel Start-Up Nation \| + 51s \| \| \| 9. \| Simon Yates \| BikeExchange \| + 55s \| \| \| 10. \| Davide Formolo \| UAE Team Emirates \| + 1m01s \| \| |                  |                        |           |
| |                  |                        |           |
| Fonte: ProCyclingStats |                  |                        |           |
| Classificação geral |                  |                        |           |
| Ciclista | Ciclista         | Equipe                 | Tempo     |
| 1. | Egan Bernal      | Ineos Grenadiers       | 35h19m22s |
| 2. | Remco Evenepoel  | Deceuninck-Quick Step  | + 15s     |
| 3. | Aleksandr Vlasov | Astana-Premier Tech    | + 21s     |
| 4. | Giulio Ciccone   | Trek-Segafredo         | + 36s     |
| 5. | Attila Valter    | Groupama-FDJ           | + 43s     |
| 6. | Hugh Carthy      | EF Education-Nippo     | + 44s     |
| 7. | Damiano Caruso   | Bahrain Victorious     | + 45s     |
| 8. | Daniel Martin    | Israel Start-Up Nation | + 51s     |
| 9. | Simon Yates      | BikeExchange           | + 55s     |
| 10. | Davide Formolo   | UAE Team Emirates      | + 1m01s   |

### Classificação por pontos(Maglia Ciclamino)
| Classificação por pontos | Classificação por pontos | Classificação por pontos    | Classificação por pontos | Classificação por pontos |
| Ciclista                 | Ciclista                 | Equipe                      | Pontos                   |                          |
| ------------------------ | ------------------------ | --------------------------- | ------------------------ | ------------------------ |
| 1.                       | Tim Merlier              | Alpecin-Fenix               | 83 pts                   |                          |
| 2.                       | Giacomo Nizzolo          | Qhubeka Assos               | 76 pts                   |                          |
| 3.                       | Elia Viviani             | Cofidis                     | 69 pts                   |                          |
| 4.                       | Davide Cimolai           | Israel Start-Up Nation      | 66 pts                   |                          |
| 5.                       | Peter Sagan              | Bora-Hansgrohe              | 57 pts                   |                          |
| 6.                       | Fernando Gaviria         | UAE Team Emirates           | 56 pts                   |                          |
| 7.                       | Matteo Moschetti         | Trek-Segafredo              | 42 pts                   |                          |
| 8.                       | Filippo Tagliani         | Androni Giocattoli-Sidermec | 39 pts                   |                          |
| 9.                       | Filippo Fiorelli         | Bardiani CSF Faizanè        | 39 pts                   |                          |
| 10.                      | Dylan Groenewegen        | Jumbo-Visma                 | 36 pts                   |                          |

### Classificação da montanha(Maglia Azzurra)
| Classificação da montanha | Classificação da montanha | Classificação da montanha          | Classificação da montanha | Classificação da montanha |
| Ciclista                  | Ciclista                  | Equipe                             | Pontos                    |                           |
| ------------------------- | ------------------------- | ---------------------------------- | ------------------------- | ------------------------- |
| 1.                        | Geoffrey Bouchard         | AG2R Citroën Team                  | 51 pts                    |                           |
| 2.                        | Egan Bernal               | Ineos Grenadiers                   | 48 pts                    |                           |
| 3.                        | Gino Mäder                | Bahrain Victorious                 | 44 pts                    |                           |
| 4.                        | Bauke Mollema             | Trek-Segafredo                     | 23 pts                    |                           |
| 5.                        | Giulio Ciccone            | Trek-Segafredo                     | 20 pts                    |                           |
| 6.                        | Kobe Goossens             | Lotto-Soudal                       | 18 pts                    |                           |
| 7.                        | Francesco Gavazzi         | Eolo-Kometa                        | 17 pts                    |                           |
| 8.                        | Vincenzo Albanese         | Eolo-Kometa                        | 16 pts                    |                           |
| 9.                        | Rein Taaramäe             | Intermarché-Wanty-Gobert Matériaux | 13 pts                    |                           |
| 10.                       | Remco Evenepoel           | Deceuninck-Quick Step              | 13 pts                    |                           |

### Classificação dos jovens(Maglia Bianca)
| Classificação dos jovens | Classificação dos jovens | Classificação dos jovens | Classificação dos jovens | Classificação dos jovens |
| Ciclista                 | Ciclista                 | Equipe                   | Tempo                    |                          |
| ------------------------ | ------------------------ | ------------------------ | ------------------------ | ------------------------ |
| 1.                       | Egan Bernal              | Ineos Grenadiers         | 35h19m22s                |                          |
| 2.                       | Remco Evenepoel          | Deceuninck-Quick Step    | + 15s                    |                          |
| 3.                       | Aleksandr Vlasov         | Astana-Premier Tech      | + 21s                    |                          |
| 4.                       | Attila Valter            | Groupama-FDJ             | + 43s                    |                          |
| 5.                       | Daniel Felipe Martínez   | Ineos Grenadiers         | + 1m12s                  |                          |
| 6.                       | Tobias Foss              | Jumbo-Visma              | + 2m22s                  |                          |
| 7.                       | Jai Hindley              | Team DSM                 | + 4m27s                  |                          |
| 8.                       | João Almeida             | Deceuninck-Quick Step    | + 4m55s                  |                          |
| 9.                       | Harold Tejada            | Astana-Premier Tech      | + 7m34s                  |                          |
| 10.                      | Lorenzo Fortunato        | Eolo-Kometa              | + 8m27s                  |                          |

### Classificação por equipas"Súper team"
| Classificação por equipes | Classificação por equipes | Classificação por equipes | Classificação por equipes |
| Equipe                    | Equipe                    | Tempo                     |                           |
| ------------------------- | ------------------------- | ------------------------- | ------------------------- |
| 1.                        | Ineos Grenadiers          | 6h01m14s                  |                           |
| 2.                        | Team BikeExchange         | + 3m26s                   |                           |
| 3.                        | Trek-Segafredo            | + 5m47s                   |                           |
| 4.                        | Bahrain Victorious        | + 6m49s                   |                           |
| 5.                        | Deceuninck-Quick Step     | + 7m44s                   |                           |
| 6.                        | EF Education-Nippo        | + 10m49s                  |                           |
| 7.                        | Team DSM                  | + 11m05s                  |                           |
| 8.                        | Movistar Team             | + 14m07s                  |                           |
| 9.                        | Jumbo-Visma               | + 20m07s                  |                           |
| 10.                       | Astana-Premier Tech       | + 26m40s                  |                           |

## Abandonos
- Tomasz Marczynski não tomou a saída por problemas de saúde.[3]
- Matej Mohorič não terminou a etapa devido a uma queda.[4]
- Jasper De Buyst não completou a etapa.[3]
- Clément Champoussin abandonou durante a etapa por doença.[5]